# Miss Universo 1982
Miss Universo 1982, la 31.ª edición del concurso de belleza Miss Universo, se llevó a cabo en el Coliseo Amauta, Lima, Perú, el 26 de julio.
Setenta y siete candidatas, representantes de igual número de países y territorios, compitieron en esta versión del certamen que por quinta vez se realizó en América Latina. Al final del evento, Irene Sáez, Miss Universo 1981, de Venezuela, coronó como su sucesora a Karen Baldwin, de Canadá. Elegida por un jurado de doce personas, la ganadora, de 18 años, se convirtió en la primera representante de su país en obtener el título de Miss Universo. 
Este fue el decimosexto concurso animado de forma consecutiva por el presentador de televisión estadounidense Bob Barker. Como comentarista, actuó la actriz Joan Van Ark. José Luis Rodríguez y Rex Smith se encargaron del entretenimiento. El programa fue transmitido vía satélite por la cadena estadounidense CBS en colaboración con Panamericana Televisión.

## Antecedentes

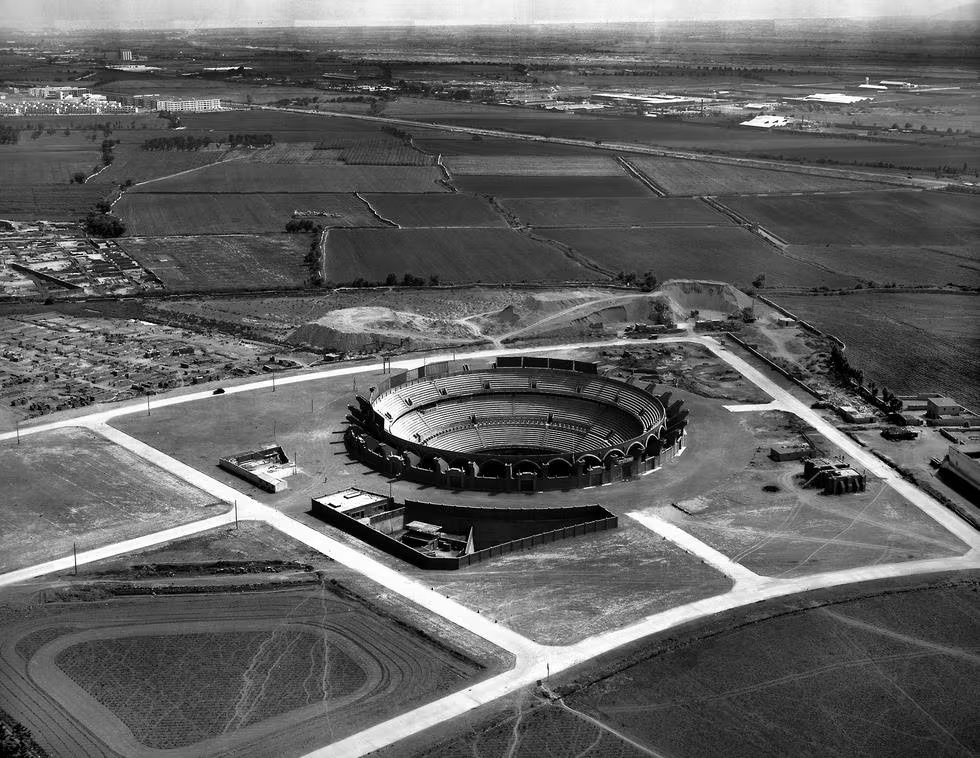
Coliseo Amauta, recinto sede de Miss Universo 1982

### Sede y fecha
En enero de 1982, Harold Glasser, el entonces presidente de Miss Universo, dijo que la competencia se llevaría a cabo en Lima (Perú). El 16 de febrero de 1982, se anunció oficialmente que la ciudad de Lima sería la sede del concurso. Miembros de la comisión de Miss Universo habían estado visitando la capital peruana durante una semana, y declararon que fue elegida debido a sus instalaciones de televisión, alojamiento hotelero y apoyo entusiasta. Además, anunciaron que la competencia se llevaría a cabo inicialmente el 26 de junio en el Coliseo Amauta, aunque posteriormente se modificó la fecha al 26 de julio.

### Selección de candidatas

#### Reemplazos
La Miss Francia 1982, Sabrina Belleval, debería haber participado en esta edición. Sin embargo, fue destituida y reemplazada por su primera finalista, Martine Philipps. La primera finalista de Miss Indonesia 1982, Sri Yulyanti, fue coronada para representar a su país debido a que la ganadora original, Rita Noni, tenía ascendencia mixta, con raíces chinas, y no era de pura ascendencia indonesia, según los organizadores de Miss Indonesia.

#### Debuts, regresos y retiros
Esta edición marcó el debut de Nueva Caledonia, y los regresos de El Salvador, Indonesia, Papúa Nueva Guinea, San Martín y Surinam. El Salvador y Surinam habían competido por última vez en 1979, mientras que los restantes en 1980. Chipre, Fiyi, Gibraltar, San Cristóbal y Nieves, y Tahití se retiraron. Sylvia Spanias Nitsa, representante de Chipre, no participó porque fue descalificada al descubrirse que era ciudadana británica con residencia en Londres y no chipriota. Dolly Michel El-Khoury, representante de Líbano, se retiró de la competencia en protesta por la participación de Miss Israel, Deborah Hess.

## Resultados

### Clasificación final
La ganadora, las finalistas y las semifinalistas son las siguientes candidatas:
| Posición           | Concursante |
| ------------------ | --- |
| Miss Universo 1982 | - Canadá - Karen Dianne Baldwin |
| 1.ª finalista      | - Guam - Patty Chong Kerkos |
| 2.ª finalista      | - Italia - Cinzia Fiordeponti |
| 3.ª finalista      | - Grecia - Tina Roussou |
| 4.ª finalista      | - Estados Unidos - Terri Utley |
| Semifinalistas     | - Sudáfrica - Odette Octavia Scrooby - Inglaterra - Della Frances Dolan - Perú - María Francesca Zaza Reinoso - Brasil - Celice Pinto Márques da Silva - Finlandia - Sari Kaarina Aspholm - Uruguay - Silvia Beatriz Vila Abavián - Alemania - Kerstin Natalie Paeserack |

### Premios especiales
Los premios de Traje nacional, Miss Simpatía y Miss Fotogénica fueron otorgados a las siguientes naciones y candidatas:
| Premio          | Premio          | Concursante                              |
| --------------- | --------------- | ---------------------------------------- |
| Traje nacional  | Ganadora        | - Perú - María Francesca Zaza Reinoso    |
| Traje nacional  | 2.º lugar       | - Brasil - Celice Pinto Márques da Silva |
| Traje nacional  | 3.er lugar      | - Uruguay - Silvia Beatriz Vila Abavián  |
| Miss Simpatía   | Miss Simpatía   | - Islas Caimán - Maureen Theresa Lewis   |
| Miss Fotogénica | Miss Fotogénica | - Bahamas - Ava Marilyn Burke            |

## Puntajes oficiales
Según el orden en el cual las doce semifinalistas fueron anunciadas, sus puntajes oficiales fueron los siguientes:
| País                | Promedio preliminar | Entrevista | Traje de baño | Traje de noche | Promedio semifinal |
| ------------------- | ------------------- | ---------- | ------------- | -------------- | ------------------ |
| Canadá              | 7.761 (9)           | 8.400 (5)  | 8.275 (3)     | 8.525 (3)      | 8.400 (2)          |
| Brasil              | 8.011 (4)           | 8.133 (7)  | 7.892 (6)     | 7.917 (9)      | 7.981 (9)          |
| Italia              | 7.714 (11)          | 7.925 (9)  | 8.067 (5)     | 8.608 (2)      | 8.200 (4)          |
| Sudáfrica           | 8.406 (1)           | 8.583 (2)  | 7.225 (10)    | 8.707 (1)      | 8.172 (6)          |
| Finlandia           | 7.719 (10)          | 7.808 (10) | 7.408 (9)     | 7.908 (10)     | 7.708 (10)         |
| Perú                | 7.797 (8)           | 8.218 (6)  | 7.508 (8)     | 8.292 (6)      | 8.006 (8)          |
| Guam                | 7.892 (5)           | 8.867 (1)  | 8.692 (1)     | 8.355 (4)      | 8.638 (1)          |
| Estados Unidos      | 8.131 (2)           | 8.425 (4)  | 8.192 (4)     | 7.925 (8)      | 8.181 (5)          |
| Alemania Occidental | 7.808 (7)           | 7.204 (12) | 7.008 (12)    | 7.483 (12)     | 7.232 (12)         |
| Grecia              | 7.847 (6)           | 8.042 (8)  | 8.325 (2)     | 8.317 (5)      | 8.228 (3)          |
| Inglaterra          | 8.100 (3)           | 8.433 (3)  | 7.808 (7)     | 8.167 (7)      | 8.136 (7)          |
| Uruguay             | 7.594 (12)          | 7.692 (11) | 7.167 (11)    | 7.783 (11)     | 7.547 (11)         |

Las cinco finalistas fueron anunciadas en el siguiente orden: Grecia, Estados Unidos, Guam, Canadá e Italia.

## Competencia preliminar: traje de baño
Los puntajes de las candidatas en la competencia preliminar de traje de baño fueron los siguientes (las diez semifinalistas aparecen en cursiva y la ganadora, además, en negrita):
- 8.542 Sudáfrica
- 8.483 Inglaterra
- 8.125 Estados Unidos
- 8.075 Brasil
- 8.050 Finlandia
- 7.883 Guam
- 7.842 Alemania
- 7.800 Italia
- 7.733 Canadá
- 7.658 Perú
- 7.625 Grecia
- 7.575 Suecia
- 7.457 Austria
- 7.433 México
- 7.433 Nueva Caledonia
- 7.417 Chile
- 7.367 Israel
- 7.292 Uruguay
- 7.258 Escocia
- 7.250 Venezuela
- 7.200 Filipinas
- 7.183 Islandia
- 7.167 Japón
- 7.150 España
- 7.142 Holanda
- 7.133 Gales
- 7.100 Australia
- 7.083 Surinam
- 7.058 Portugal
- 7.042 Hong Kong
- 6.975 Dinamarca
- 6.967 Aruba
- 6.900 Islas Caimán
- 6.892 Panamá
- 6.850 Guatemala
- 6.833 Colombia
- 6.792 Bélgica
- 6.783 Argentina
- 6.750 Bahamas
- 6.725 El Salvador
- 6.725 Guadalupe
- 6.708 Nueva Zelanda
- 6.700 Francia
- 6.700 Noruega
- 6.692 Tailandia
- 6.683 Namibia
- 6.675 Islas Marianas del Norte
- 6.650 Reunión
- 6.650 Suiza
- 6.633 Paraguay
- 6.633 Puerto Rico
- 6.617 Curazao
- 6.617 Samoa Occidental
- 6.600 Bolivia
- 6.600 Malta
- 6.600 Islas Vírgenes de los Estados Unidos
- 6.550 Islas Turcas y Caicos
- 6.533 República Dominicana
- 6.492 Singapur
- 6.483 Turquía
- 6.475 Martinica
- 6.450 Corea
- 6.442 Ecuador
- 6.425 Belice
- 6.425 Irlanda
- 6.400 Sri Lanka
- 6.308 Bermudas
- 6.300 Transkei
- 6.283 Trinidad y Tobago
- 6.217 Indonesia
- 6.217 Malasia
- 6.117 Honduras
- 6.083 Islas Vírgenes Británicas
- 6.050 Papúa Nueva Guinea
- 6.033 Costa Rica
- 5.950 San Martín

## El concurso

### Formato
Se seleccionaron doce semifinalistas mediante una competición preliminar y entrevistas a puerta cerrada. Las semifinalistas respondieron preguntas en una breve entrevista en el escenario con el presentador, Bob Barker, y participaron en la competencia de trajes de baño y de noche. Durante la serenata a las cinco finalistas, los jueces tomaron su decisión final.

### Panel de jueces
El panel de jueces estuvo conformado por las siguientes doce personas:
- Carole Bouquet, actriz francesa
- David Copperfield, ilusionista estadounidense
- Ron Duguay, jugador canadiense de hockey sobre hielo
- Ira von Fürstenberg, actriz y socialite italiana
- Dong Kingman, pintor estadounidense
- Peter Marshall, actor y cantante estadounidense
- David Merrick, productor de teatro estadounidense
- Franco Nero, actor italiano
- Beulah Quo, actriz estadounidense
- Cicely Tyson, actriz estadounidense
- Mario Vargas Llosa, escritor peruano
- Gladys Zender, Miss Perú 1957 y Miss Universo 1957

## Concursantes
Las candidatas al título de Miss Universo 1982 fueron las siguientes:
| País/Territorio                      | Candidata              | Edad | Procedencia             |
| ------------------------------------ | ---------------------- | ---- | ----------------------- |
| Alemania Occidental                  | Kerstin Paeserack      | 19   | Wilhelmshaven           |
| Argentina                            | María Alejandra Basile | 19   | Buenos Aires            |
| Aruba                                | Noriza Helder          | 19   | Oranjestad              |
| Australia                            | Lou-Anne Ronchi        | 19   | Perth                   |
| Austria                              | Elisabeth Kawan        | 19   | Graz                    |
| Bahamas                              | Ava Burke              | 24   | Nasáu                   |
| Bélgica                              | Marie-Pierre Lemaitre  | 20   | Bruselas                |
| Belice                               | Sharon Kay Auxilliou   | 18   | Ciudad de Belice        |
| Bermudas                             | Heather Ross           | 22   | Somerset Village        |
| Bolivia                              | Sandra Villaroel       | 19   | Santa Cruz de la Sierra |
| Brasil                               | Celice Pinto           | 18   | Belém                   |
| Canadá                               | Karen Baldwin          | 18   | Toronto                 |
| Chile                                | Jenny Purto            | 19   | Santiago                |
| Colombia                             | Nadya Santacruz        | 22   | Bogotá                  |
| Corea del Sur                        | Park Sun-hee           | 19   | Daegu                   |
| Costa Rica                           | Liliana Espinoza       | 18   | San José                |
| Curazao                              | Minerva Hieroms        | 23   | Willemstad              |
| Dinamarca                            | Tina Nielsen           | 17   | Copenhague              |
| Ecuador                              | Jacqueline Burgos      | 21   | Guayaquil               |
| El Salvador                          | Jeanette Marroquín     | 21   | San Salvador            |
| Escocia                              | Georgina Kearney       | 20   | Coatbridge              |
| España                               | Cristina Pérez         | 18   | Madrid                  |
| Estados Unidos                       | Terri Utley            | 20   | Cabot                   |
| Filipinas                            | Maria Isabel Lopez     | 22   | Manila                  |
| Finlandia                            | Sari Aspholm           | 20   | Vantaa                  |
| Francia                              | Martine Philipps       | 23   | Audincourt              |
| Gales                                | Michelle Donelly       | 20   | Cardiff                 |
| Grecia                               | Tina Roussou           | 19   | Atenas                  |
| Guadalupe                            | Lydia Galin            | 18   | Les Abymes              |
| Guam                                 | Patty Chong Kerkos     | 18   | Agaña                   |
| Guatemala                            | Edith Suzanne Whitbeck | 19   | Ciudad de Guatemala     |
| Holanda                              | Brigitte Dierickx      | 19   | Maastricht              |
| Honduras                             | Eva Lissethe Barahona  | 21   | La Ceiba                |
| Hong Kong                            | Angie Leung            | 20   | Kowloon                 |
| India                                | Pamela Singh           | 20   | Bombay                  |
| Indonesia                            | Sri Yulyanti           | 19   | Yakarta                 |
| Inglaterra                           | Della Dolan            | 20   | Grimsby                 |
| Irlanda                              | Geraldine McGrory      | 23   | Derry                   |
| Islandia                             | Gudrun Moller          | 17   | Reikiavik               |
| Islas Caimán                         | Maureen Theresa Lewis  | 21   | Gran Caimán             |
| Islas Marianas del Norte             | Sheryl Sizemore        | 17   | Saipán                  |
| Islas Turcas y Caicos                | Jacqueline Astwood     | 18   | Gran Turca              |
| Islas Vírgenes Británicas            | Luce Dahlia Hodge      | 19   | Tórtola                 |
| Islas Vírgenes de los Estados Unidos | Ingeborg Hendricks     | 23   | Santo Tomás             |
| Israel                               | Deborah Hess           | 19   | Jerusalén               |
| Italia                               | Cinzia Fiordeponti     | 21   | Roma                    |
| Japón                                | Eri Okuwaki            | 19   | Tokio                   |
| Malasia                              | Siti Rohani Wahid      | 25   | Kuala Lumpur            |
| Malta                                | Rita Falzon            | 19   | La Valeta               |
| Martinica                            | Corine Soler           | 19   | Fort-de-France          |
| México                               | María del Carmen López | 20   | Ciudad de México        |
| Namibia                              | Desèré Kotze           | 20   | Windhoek                |
| Noruega                              | Janett Krefting        | 19   | Oslo                    |
| Nueva Caledonia                      | Lenka Topalovitch      | 20   | Numea                   |
| Nueva Zelanda                        | Sandra Dexter          | 20   | Auckland                |
| Panamá                               | Isora López            | 23   | Ciudad de Panamá        |
| Papúa Nueva Guinea                   | Moi Eli                | 24   | Port Moresby            |
| Paraguay                             | Maris Villalba         | 18   | Asunción                |
| Perú                                 | María Francesca Zaza   | 17   | Lima                    |
| Puerto Rico                          | Lourdes Mantero        | 23   | Juncos                  |
| Portugal                             | Ana Maria Valdiz       | 18   | Lisboa                  |
| República Dominicana                 | Soraya Morey           | 19   | San Pedro de Macorís    |
| Reunión                              | Marie Micheline Ginon  | 22   | Sainte-Clotilde         |
| Samoa Occidental                     | Ivy Warner             | 17   | Apia                    |
| Singapur                             | Judicia Nonis          | 20   | Singapur                |
| San Martín                           | Liana Brown            | 18   | South Reward            |
| Sri Lanka                            | Ann Monica Tradigo     | 24   | Ratmalana               |
| Sudáfrica                            | Odette Scrooby         | 19   | Johannesburgo           |
| Surinam                              | Vanessa de Vries       | 17   | Paramaribo              |
| Suecia                               | Anna-Kari Bergström    | 19   | Piteå                   |
| Suiza                                | Jeannette Linkenheill  | 24   | Lausana                 |
| Tailandia                            | Nipaporn Tarapanich    | 20   | Bangkok                 |
| Transkei                             | Noxolisi Mji           | 17   | Mthatha                 |
| Trinidad y Tobago                    | Suzanne Traboulay      | 20   | San Fernando            |
| Turquía                              | Canan Kakmaci          | 21   | Estambul                |
| Uruguay                              | Silvia Beatriz Vila    | 18   | Montevideo              |
| Venezuela                            | Ana Teresa Oropeza     | 18   | Caracas                 |